# Love and Death
Love and Death ist eine Metal-Band, die 2012 vom Korn-Gitarristen Brian „Head“ Welch gegründet wurde. Die Gruppe wurde im Februar 2012 offiziell als Re-Branding des Solo-Musikprojekts von Welch bekannt gegeben. Anders als bei Korn übernimmt Welch bei Love and Death auch die Rolle des Sängers und Frontmanns. Die Band hat bisher zwei Studioalben veröffentlicht.

## Geschichte

### Wirken vor Love and Death
Nachdem Brian Welch im Jahr 2005 bei Korn ausstieg, begann er zunächst ein Solo-Album aufzunehmen. Dieses erschien unter seinem Künstlernamen „Head“ und heißt Save Me from Myself. Zudem brachte er bisher zwei Biografien heraus. Zum Ausstieg bei Korn kam es, da sich Welch mit seiner neu gefundenen Liebe zu Gott mehr und mehr von der von Drogen und Sex geprägten Lebensweise seiner Bandkollegen bei Korn distanzierte. Ein weiterer Beweggrund für den Ausstieg war seine Tochter. Als er eines Tages nach Hause kam, hörte er seine Tochter einen Song Korns singen. Der Ausstieg entwickelte sich schließlich zu einer Medienschlacht. Er litt zudem unter Drogenproblemen und Depressionen. Im Mai 2010 ließ er sich im Jordan taufen.

### Gründung:Between Here & Lost
Im Jahr 2012 gründete Welch Love and Death. Es stießen mit J.R. Bareis (E-Gitarre), Michael Valentine (E-Bass) und Dan Johnson (Schlagzeug) drei weitere Musiker zu Welch, der als Sänger und Gitarrist fungiert. Die Musiker wurden in Phoenix, Arizona gecastet, nachdem Welsh 2009 ein Musiker-Casting bei YouTube bekanntgab. Die ursprüngliche Formation hatte zwei weitere Musiker: Bryan Ruedy als Gitarrist und Ralph Patlan am Keyboard, jedoch schloss sich Ruedy der Gruppe Whitesnake an und Patlan verließ die Band ohne bekannte Gründe. Noch im selben Jahr erschien mit Chemicals (veröffentlicht am 24. April 2012) die erste EP in Eigenregie.
Die Gruppe tourte bereits durch Brasilien und gab kurz darauf eine weitere Tournee vom 30. April bis zum 24. Mai 2012 mit RED, Icon for Hire und P.O.D. Die Konzertreise führte durch Arizona, Alabama, Pennsylvania, Maryland, New York, Michigan, Illinois, Wisconsin, Montana, Tennessee und North Carolina.
Noch im Jahr 2012 begannen die Musiker mit den Aufnahmen an ihrem Debütalbum, welches Between Here & Lost heißt. Es wurde vom ehemaligen Red-Gitarristen und Produzent Jasen Rauch (auch mit Breaking Benjamin) produziert und erschien am 22. Januar 2013 über Tooth & Nail Records. Außerdem wirkten bei den Arbeiten an dem Album Paul Pavao, Jim Monti und Ben Grosse (letzterer arbeitete bereits mit Marilyn Manson und Slipknot zusammen) mit. Als Gastsänger ist Mattie Montgomery von For Today zu hören. Auch findet sich ein Cover des Stückes Whip It von Devo auf dem Album. Between Here & Lost erreichte Platz 81 der offiziellen US-Charts von Billboard.
Ursprünglich war die Veröffentlichung des Albums am 20. November 2012 geplant, jedoch wurde das Datum auf Ende Januar verschoben. Ab dem 21. Februar wird die Gruppe erneut durch die Staaten touren. Die Tour soll bis zum 17. März 2013 dauern und für das Debütalbum werben. Die Konzertreise wird durch Maryland, Pennsylvania, New Jersey (Asbury Park), New York, Ohio, Michigan, Texas, Illinois, Kentucky, Tennessee und West Virginia führen. Die Tour trägt den Namen „War of Change Tour“.

### Zweites Album:Perfectly Preserved
Aufgrund der Tatsache, dass Brian Welsh in anderen Projekten involviert ist, die seiner Meinung nach vorrangig waren, blieb Love and Death über Jahre hinweg auf Eis gelegt. Im August des Jahres 2019 gab Welsh bekannt, sich mit bekannten Musikerkollegen wie Jasen Rauch von Breaking Benjamin, Lacey Sturm von Flyleaf und Spencer Chamberlain von Underoath zusammenzutun und an neuer Musik zu arbeiten, wobei Fans zunächst ein neues Love-and-Death-Album vermuteten.
Erst im Oktober 2020 gab es Neuigkeiten von dem Projekt, als bekannt gegeben wurde, dass man einen Vertrag mit dem Label Earache Records unterschrieben habe. Am 13. November gleichen Jahres erschien die mit Down erste Single seit dem 2016 veröffentlichten Stück Lo Lamento. Außerdem wurden mit Jasen Rauch und Isaiah Perez von Phinehas ein neuer Bassist und Schlagzeuger vorgestellt, die Welsh und Bareis unterstützen. Am 8. Januar 2021 erschien mit White Flag die zweite Single zum Album Perfectly Preserved, welches für den 12. Februar angesetzt ist. In einem Interview erklärte Welsh, dass die Produktion des Albums lediglich aufgrund der COVID-19-Pandemie möglich wurde, da die anderen Projekte aufgrund dessen ruhen.

## Musikstil
Die Musik bei Love and Death kann weitestgehend mit der Musik der Band Korn verglichen werden. Die Gruppe spielt einen Mix aus Alternative Metal und Nu Metal. Anders als bei Korn beinhalten die Texte bei Love and Death auch christliche Themen, weswegen die Band auch dem christlichen Metal zugeordnet wird.

## Bandname
Den Bandnamen haben die Musiker zusammen ausgewählt. Als Grund nannte Welch, dass er nicht wieder der Einzelgänger sein wollte, der er zeitweise zu seiner Zeit bei Korn gewesen ist. Er sagt, dass ihm der Name eines Nachts eingefallen sei und er mit den anderen Musikern abgesprochen habe, sodass sie eine eigene Meinung abgeben konnten.

## Diskografie

### EPs
- 2012: Chemicals EP (Eigenproduktion)

### Alben
- 2013: Between Here & Lost (Tooth & Nail Records)
- 2021: Perfectly Preserved (Earache Records)

### Singles
- 2012: Chemicals (Tooth & Nail Records)
- 2012: The Abandoning (Tooth & Nail Records)
- 2013: Meltdown (Tooth & Nail Records)
- 2016: Lo Lamento (Tooth & Nail Records)

### Musik-Videos
- 2012: "Paralyzed"
- 2012: "Chemicals"
- 2012: "The Abandoning"
- 2013: "Meltdown"